# Яремівка (Олександрійський район)
Яре́мівка — село в Україні, у Великоандрусівській сільській громаді Олександрійського району Кіровоградської області. Населення становить 140 осіб.

## Історія
Станом на 1886 рік у селі Григорівської волості Олександрійського повіту Херсонської губернії мешкало 303 особи, налічувалось 54 дворових господарства, існувала лавка.

## Населення
Згідно з переписом УРСР 1989 року чисельність наявного населення села становила 146 осіб, з яких 54 чоловіки та 92 жінки.
За переписом населення України 2001 року в селі мешкало 138 осіб.

### Мова
Розподіл населення за рідною мовою за даними перепису 2001 року:
| Мова       | Відсоток |
| ---------- | -------- |
| українська | 94,29 %  |
| російська  | 5,71 %   |